# HM13
HM13‏ (Histocompatibility minor 13) هوَ بروتين يُشَفر بواسطة جين HM13 في الإنسان.